# Шороон Дов (гробница)
Гробница Шороон Дов (также Шороон Бумбагар, Шороон Бумбагар-I; монг. Шороон Дов — «земляной бугор», «курган») — древняя гробница или кенотаф, расположенная в аймаке Туве сомона Заамар, на восточном берегу реки Туул, Монголии, в 300 км к западу от города Улан-Батор. Гробница представлена округлым погребальным курганом 5 м высотой и 20 м в диаметре. Погребение принадлежало военному губернатору округа провинции Цзиньвэй (кит. 金微) Пу-гу И-ту (кит. 乙宊朔野), умершему в 678 году, его останков в гробнице не было обнаружено. Гробница датируется тюркским периодом в истории Центральной Азии между Первым и Вторым тюркскими каганатами.
Гробница открыта монгольскими учёными под руководством А. Очира в 2002 году. Раскапывалась в 2009 году совместной российско-монгольской археологической экспедицией.

## Гробница
В 2009 году совместная российско-монгольская археологическая экспедиция, в которую входили сотрудники Международного института по изучению кочевых цивилизаций ЮНЕСКО (Улан-Батор, Монголия) — А. Очир, Л. Эрдэнболд, Г. Батболд и Института монголоведения, буддологии и тибетологии СО РАН (Улан-Удэ, Россия) — С. В. Данилов и А. И. Бураев, проводила первые раскопки кургана в местности Шороон Дов (Шороон Бумбагар), который был открыт монгольскими учёными под руководством А. Очира в 2002 году. Погребение находится в сомоне Заамар аймака Туве Монголии, в 300 км к западу от города Улан-Батор, в 2,5 км от реки Туул. Шороон Дов (монг. Шороон Дов) в буквальном переводе означает «земляной бугор». В российских, монгольских и англоязычных публикациях используются различные наименования памятника, в том числе и у авторов раскопок.
Округлый могильный курган, ограниченный небольшим прямоугольным валом, имел высоту 5 м и диаметр 20 м. Вершина кургана представляла собой ровную площадку. По углам опоясывающего вала прослеживались, по предположению С. В. Данилова, следы бывших сооружений. В южной стороне вала был проход, который по обеим сторонам имел небольшие возвышенности. По предположению С. В. Данилова могильный курган был кенотафом, так как останков погребенного внутри гробницы не было обнаружено.
В гробницу, расположенную под курганом, вёл длинный и широкий коридор-дромос, 21 м в длину и 2 м в ширину, заполненный землёй. Дромос разделялся перегородками, в которых были проходы в форме арки, на четыре отсека. Коридор был вырублен в каменистом материковом грунте. За счёт прочности грунта, а также за счёт поддерживающих арочных перегородок, стенки дромоса хорошо сохранились. Проходы в коридоре имели форму трапеции. В стенах между второй и третьей перегородкой были ниши. На полу перед входом в погребальную камеру лежали две каменные плиты с нанесёнными на них китайскими иероглифами, объясняющие кто и когда здесь был похоронен. Арочный проход в четвёртой перегородке был заложен кирпичом, который частично, в верхней части арки, был разобран либо продавлен внутрь грабителями. Грабители также повредили двери, находящиеся за кладкой — одну разбили, а вторую выбили, исследователи нашли только доски и медные петли от неё. Внутрь грабители попали через лаз, прокопанный ими от основания насыпи до входа в усыпальницу. Внутри усыпальницы на полу были разбросаны глиняные статуэтки людей, лошадей, птиц, рыб и драконов, а также остатки погребальной конструкции. В результате падении двери, выбитой грабителями, пострадали скульптурки находящиеся за ней, от которых уцелели только нижние части. По предположению С. В. Данилова это могли быть скульптурки львов, тигров, драконов.
Возраст погребения был установлен на основе надгробной надписи, найденной при раскопках. В эпитафии рассказывалась биография военного губернатора округа провинции Цзиньвэй (кит. 金微) Пу-гу И-ту (также И-ту-шо-е; кит. 乙宊朔野)), который родился на Алтае и принадлежал к тюркоязычному племени пугу (кит. 㒒骨 — пугу/бугу/буку), входивший в союз племён теле (кит. 铁勒). Также там была указана дата создания эпитафии — 678 год. Эта датировка относит гробницу к тюркскому периоду в истории Центральной Азии между Первым и Вторым тюркскими каганатами, когда тюрки находились под властью китайской династии Тан.

## Находки
В нишах дромоса были найдены глиняные фигурки людей, одетых в разную одежду и имеющих различные черты лица, возможно, повторяя черты реальных людей. Некоторые из статуэток были сломаны. Также там хранились глиняные статуэтки лошадей, деревянные палочки с остатками материи, изображающие знамёна и штандарты, брусочки с шипами и пазами.

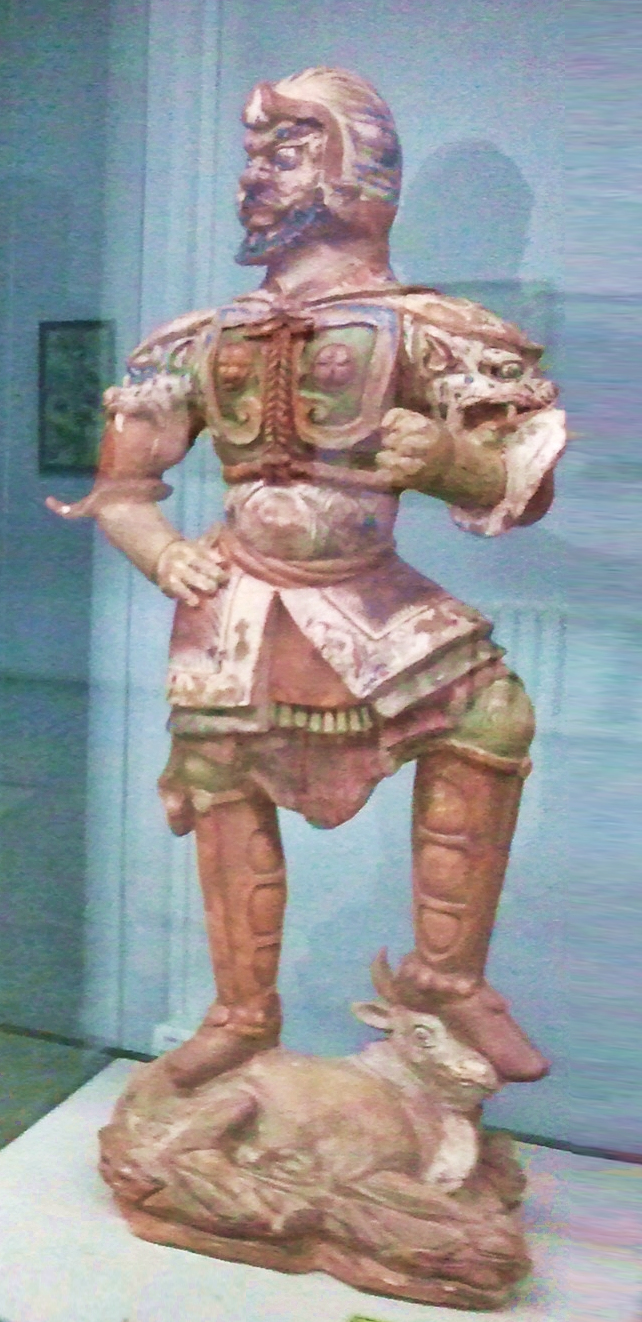
Статуэтка Небесного Царя
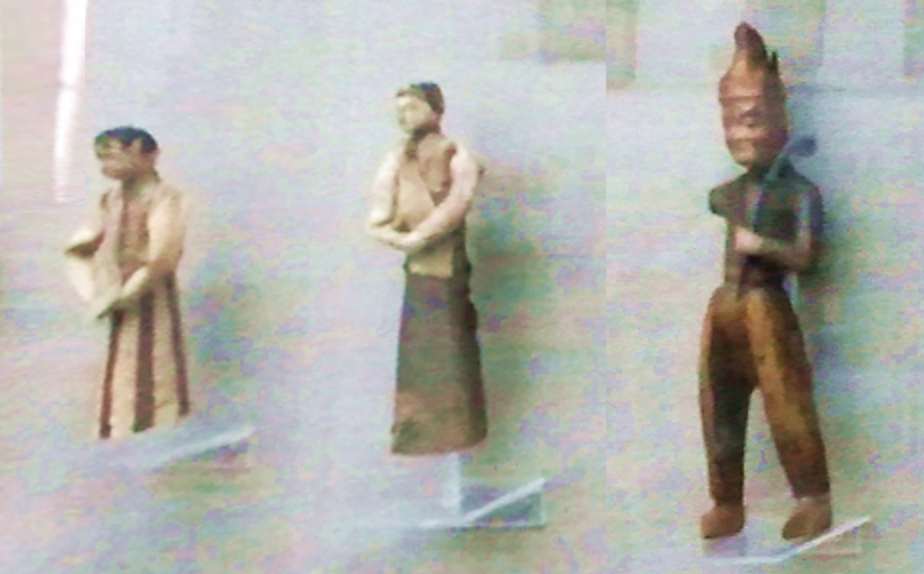
Фигурки слуг
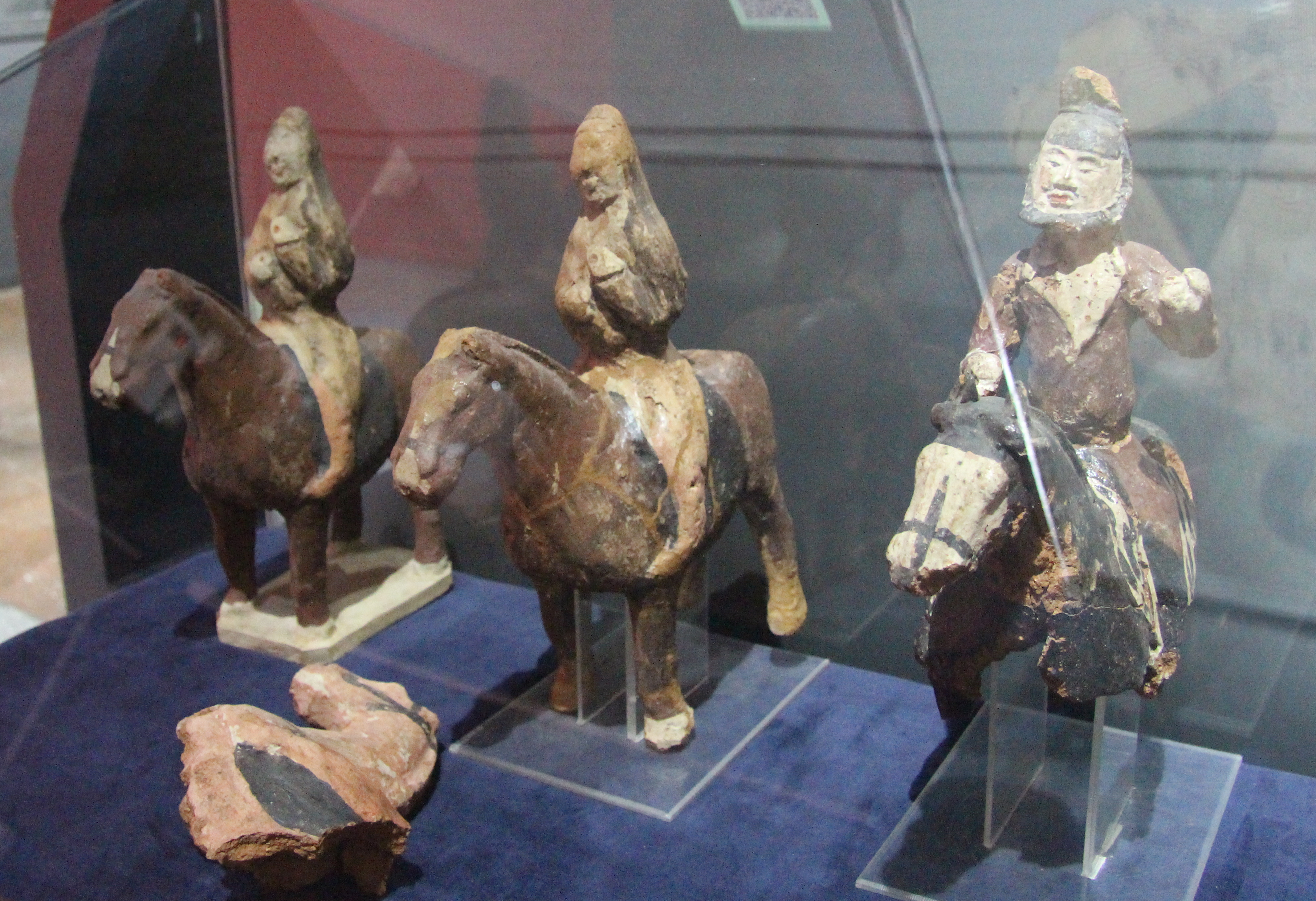
Фигурки всадников

## Комментарии
1. ↑  Такое написание используется в публикации А. К. Камалова[1].